# Ponthieva racemosa
Ponthieva racemosa (Walter) C.Mohr – gatunek rośliny z rodziny storczykowatych (Orchidaceae Juss.). Występuje naturalnie w Ameryce Północnej, Południowej i Karaibach. 

## Rozmieszczenie geograficzne
Rośnie naturalnie w Stanach Zjednoczonych, Karaibach, Meksyku, Gwatemali, Salwadorze, Hondurasie, Nikaragui, Kostaryce, Panamie, Kolumbii, Wenezueli, Brazylii i Ekwadorze. Według niektórych źródeł występuje także w Peru.

## Morfologia
KorzenieWłókniste.
LiścieOstro zakończone.
KwiatyPojawiają się późną zimą oraz wiosną. Usadowione są na wyprostowanych kwiatostanach. Kwiatostan na 25 cm długości, natomiast średnica kwiatu wynosi 1,25 cm. Są owłosione. Przylistki mają eliptyczno-lancetowaty kształt.

## Biologia i ekologia
Naturalnymi siedliskami są lasy na wysokości od 200 do 4000 metrów. Jest rośliną naziemną, choć sporadycznie bywa epifitem.